# Ghost in the Shell (аніме, 1995)
Дух в обладунку — повнометражний аніме-фільм, знятий в 1995 році. Режисер — Осії Мамору. Цей фільм не був популярний в Японії, але став культовим в Європі та США. Багато елементів фільму було використано в трилогії Матриця.

## Сюжет
У 2029 році, з розвитком кібернетичних технологій, людське тіло можна буде доповнити або навіть повністю замінити кібернетичними частинами. Ще одним значним досягненням є кібермозок — механічна оболонка для людського мозку, яка дозволяє отримати доступ до Інтернету та інших мереж. Часто згадуваний термін «привид» означає свідомість, що мешкає в тілі («оболонці»).
Майор Мотоко Кусанагі — командир штурмової групи 9-го відділу громадської безпеки «Нью-Порт-Сіті» в Японії. На прохання Накамури, начальника 6-го відділу, вона успішно вбиває дипломата іноземної держави, щоб запобігти дезертирству програміста на ім'я Дайта. Перекладача міністра закордонних справ зламує привид, імовірно, з метою вбивства високопоставлених осіб на майбутній зустрічі. Вважаючи злочинця таємничим Ляльководом, команда Кусанаґі відстежує телефонні дзвінки, з яких було надіслано вірус. Після погоні вони захоплюють сміттяра та бандита. Однак обидва виявляються лише примарами-хакерами, які не мають жодного уявлення про Ляльковода, тож розслідування знову заходить у глухий кут.
Компанія Megatech Body, виробник снарядів, що підозрюється у тісних зв'язках з урядом, отримує хакерську атаку і збирає снаряд, який був ліцензований самим урядом. Під час втечі снаряд — жінка на шосе — потрапляє під колеса вантажівки. Коли 9-й відділ досліджує оболонку, вони знаходять всередині неї людський привид. Несподівано начальник відділу 6-го відділу Накамура приїжджає забрати мушлю з дозволу міністра закордонних справ. Він стверджує, що привид всередині — це сам Ляльковод, якого заманив у мушлю 6-й відділ. Оболонка реактивується, стверджує, що вона жива істота, і просить політичного притулку. Після того, як Лялькар починає коротку суперечку про те, що таке людина, агент у камуфляжі, який супроводжує Накамуру, влаштовує диверсію і викрадає оболонку.
Запідозривши нечисту гру, команда Кусанаґі готується і негайно переслідує агента. Тим часом 9-й відділ досліджує «Проект 2501», про який раніше згадував Лялькар, і знаходить зв'язок з Дайтою, яку 6-й відділ намагається утримати від дезертирства з країни. Зіткнувшись з виявленою інформацією, Дайсуке Арамакі, керівник 9-го відділу, приходить до висновку, що 6-й відділ створив Ляльковода для різних політичних цілей, а тепер прагне повернути собі тіло, в якому він зараз перебуває. Кусанаґі слідує за машиною, що везе снаряд до покинутої будівлі, де його охороняє роботизований павукоподібний танк. Прагнучи зустрітися з привидом Ляльковода, Кусанаґі вступає в бій з танком без прикриття, в результаті чого її тіло здебільшого розчленовується, коли вона намагається відчинити люк. Її напарник Бато прибуває вчасно, щоб врятувати її, і допомагає під'єднати її мозок до мозку Ляльковода.
Лялькар пояснює Кусанаґі, що він був створений Секцією 6. Блукаючи різними мережами, він став розумним і почав роздумувати над своїм існуванням. Вирішивши, що суть життя полягає у розмноженні та смерті, він хоче існувати у фізичному мозку, який зрештою помре. Оскільки він не міг вирватися з мережі Секції 6, йому довелося завантажити себе в кібернетичне тіло. Після спілкування з Кусанаґі (без її відома) він вважає, що вона також ставить під сумнів свою людяність і що вони мають багато спільного. Він пропонує об'єднати їхні примари; натомість Кусанаґі отримає всі його здібності. Кусанаґі погоджується на злиття.
До будівлі підходять снайпери з 6-го відділу, які мають намір знищити мозок Ляльковода та Кусанаґі, щоб приховати проект 2501. Панцир Ляльковода зруйновано, але Бато вчасно затуляє голову Кусанагі, щоб врятувати її мозок. Коли 9-й відділ наближається до об'єкта, снайпери відступають. Кусанаґі прокидається на конспіративній квартирі Бату в новому тілі кіборга. Вона розповідає Бато, що сутність всередині неї не є ані Кусанаґі, ані Ляльководом, а поєднує в собі і те, і інше. Вона обіцяє Бато, що вони ще зустрінуться, залишає будинок і роздумує, куди йти далі.

## Саундтрек
Композитор — Каваї Кендзі.
- M01 Chant I — Making of Cyborg (4:28),
- M02 Ghosthack (5:14),
- Exm Puppetmaster (4:21),
- M04 Virtual Crime (2:41),
- M05 Chant II — Ghost City (3:34),
- M06 Access (3:16),
- M07 Nightstalker (1:44),
- M08 Floating Museum (5:05),
- M09 Ghostdive (5:25),
- M10 Chant III — Reincarnation (5:44),
- See You Everyday (3:25)